# Andrew Kratzmann
Andrew Kratzmann (Murgon, Queensland, 3 de novembre de 1971) és un tennista retirat australià.
Es va decantar en les proves de dobles, especialitat en la qual va guanyar nou títols i va arribar a disputar la final de l'Open d'Austràlia 2000. És germà del tennista Mark Kratzmann, amb el qual va formar parella en diversos torneigs.

## Torneigs de Grand Slam

### Dobles masculins: 1 (0−1)
| Resultat  | Núm. | Any  | Torneig          | Parella     | Oponents                  | Marcador                  |
| --------- | ---- | ---- | ---------------- | ----------- | ------------------------- | ------------------------- |
| Finalista | 1.   | 2000 | Open d'Austràlia | Wayne Black | Ellis Ferreira Rick Leach | 4−6, 6−3, 3−6, 6−3, 16−18 |

## Palmarès

### Dobles masculins: 21 (9−12)
| Llegenda (pre/post 2009)                                 |
| -------------------------------------------------------- |
| Grand Slams (0−1)                                        |
| Tennis Masters Cup / ATP Finals (0−0)                    |
| ATP Masters Series / ATP World Tour Masters 1000 (1−0)   |
| ATP International Series Gold / ATP World Tour 500 (0−1) |
| ATP International Series / ATP World Tour 250 (8−10)     |

| Títols per superfície |
| --------------------- |
| Dura (1−3)            |
| Gespa (0−1)           |
| Terra batuda (8−7)    |
| Moqueta (0−1)         |

| Resultat  | Núm. | Data                   | Torneig                     | Superfície   | Parella            | Oponents                           | Marcador                  |
| --------- | ---- | ---------------------- | --------------------------- | ------------ | ------------------ | ---------------------------------- | ------------------------- |
| Guanyador | 1.   | 3 de gener de 1994     | Adelaida, Austràlia         | Dura         | Mark Kratzmann     | David Adams Byron Black            | 6−4, 6−3                  |
| Finalista | 1.   | 10 de juliol de 1995   | Båstad, Suècia              | Terra batuda | Jon Ireland        | Jan Apell Jonas Björkman           | 3−6, 0−6                  |
| Guanyador | 2.   | 7 d'agost de 1995      | San Marino, San Marino      | Terra batuda | Jordi Arrese       | Pablo Albano Federico Mordegan     | 7−6, 3−6, 6−2             |
| Finalista | 2.   | 11 de març de 1996     | Copenhaguen, Dinamarca      | Moqueta (i)  | Wayne Arthurs      | Libor Pimek Byron Talbot           | 6−7, 6−3, 3−6             |
| Guanyador | 3.   | 23 de setembre de 1996 | Palerm, Itàlia              | Terra batuda | Marcos Ondruska    | Cristian Brandi Emilio Sánchez     | 7−6, 6−4                  |
| Guanyador | 4.   | 30 de setembre de 1996 | Marbella, Espanya           | Terra batuda | Jack Waite         | Pablo Albano Lucas Arnold Ker      | 6−7, 6−3, 6−4             |
| Finalista | 3.   | 28 de juliol de 1997   | Amsterdam, Països Baixos    | Terra batuda | Libor Pimek        | Paul Kilderry Nicolás Lapentti     | 6−3, 5−7, 6−7             |
| Guanyador | 5.   | 29 de setembre de 1997 | Palerm (2)                  | Terra batuda | Libor Pimek        | Hendrik Jan Davids Daniel Orsanic  | 3−6, 6−3, 7−6             |
| Guanyador | 6.   | 3 de novembre de 1997  | Santiago, Xile              | Terra batuda | Hendrik Jan Davids | Julián Alonso Nicolás Lapentti     | 7−6, 5−7, 6−4             |
| Guanyador | 7.   | 27 d'abril de 1998     | Praga, República Txeca      | Terra batuda | Wayne Arthurs      | Fredrik Bergh Nicklas Kulti        | 6−1, 6−1                  |
| Finalista | 4.   | 27 de juliol de 1998   | Kitzbühel, Àustria          | Terra batuda | Joshua Eagle       | Tom Kempers Daniel Orsanic         | 3−6, 4−6                  |
| Guanyador | 8.   | 3 de maig de 1999      | Hamburg, Alemanya           | Terra batuda | Wayne Arthurs      | Paul Haarhuis Jared Palmer         | 4−6, 7−6, 6−4             |
| Finalista | 5.   | 17 de gener de 2000    | Open d'Austràlia, Austràlia | Dura         | Wayne Black        | Ellis Ferreira Rick Leach          | 4−6, 6−3, 3−6, 6−3, 16−18 |
| Guanyador | 9.   | 22 de maig de 2000     | Sankt Pölten, Àustria       | Terra batuda | Mahesh Bhupathi    | Andrea Gaudenzi Diego Nargiso      | 7−6, 7−6, 6−4             |
| Finalista | 6.   | 18 d'abril de 2001     | Nottingham, Regne Unit      | Gespa        | Paul Hanley        | Donald Johnson Jared Palmer        | 4−6, 2−6                  |
| Finalista | 7.   | 9 de juliol de 2001    | Båstad (2)                  | Terra batuda | Simon Aspelin      | Karsten Braasch Jens Knippschild   | 6−7, 6−4, 6−7             |
| Finalista | 8.   | 23 de juliol de 2001   | Kitzbühel (2)               | Terra batuda | Simon Aspelin      | Àlex Corretja Luis Lobo            | 1−6, 4−6                  |
| Finalista | 9.   | 18 de febrer de 2002   | Buenos Aires, Argentina     | Terra batuda | Simon Aspelin      | Gastón Etlis Martín Rodríguez      | 6−3, 3−6, [4−10]          |
| Finalista | 10.  | 8 d'abril de 2002      | Estoril, Portugal           | Terra batuda | Simon Aspelin      | Karsten Braasch Andrei Olhovskiy   | 3−6, 3−6                  |
| Finalista | 11.  | 23 de setembre de 2002 | Hong Kong, Hong Kong        | Dura         | Wayne Arthurs      | Jan-Michael Gambill Graydon Oliver | 7−6, 4−6, 6−7             |
| Finalista | 12.  | 22 de setembre de 2003 | Bangkok, Tailàndia          | Dura (i)     | Jarkko Nieminen    | Jonathan Erlich Andy Ram           | 3−6, 6−7                  |

## Trajectòria

### Dobles masculins
| Open d'Austràlia | A   | 1R  | A   | 1R  | 3R    | 2R    | 1R    | 1R    | 2R    | 2R    | F     | 1R    | 2R    | 1R    | 0 / 12    | 11 – 12   |
| Roland Garros | A   | A   | A   | A   | 2R    | A     | A     | 2R    | 1R    | QF    | 2R    | 1R    | 1R    | 1R    | 0 / 8     | 6 – 8     |
| Wimbledon | A   | 1R  | A   | 1R  | 1R    | 1R    | 1R    | 1R    | 2R    | 2R    | QF    | 2R    | 3R    | 1R    | 0 / 12    | 8 – 12    |
| US Open | A   | A   | 1R  | A   | 1R    | 1R    | A     | 1R    | 1R    | 3R    | 2R    | 1R    | 3R    | 1R    | 0 / 10    | 5 – 10    |
| Victòries − Derrotes | 1−2 | 0−3 | 0−5 | 4−8 | 12−10 | 12−15 | 16−12 | 21−21 | 20−23 | 30−21 | 20−21 | 25−26 | 25−25 | 12−18 | 198 – 210 | 198 – 210 |
| Rànquing a final d'any | 305 | 252 | 141 | 159 | 103   | 94    | 68    | 65    | 65    | 23    | 31    | 45    | 46    | 79    |           |           |
| Llegenda: G: Guanyador; F: Finalista; SF: Semifinalista; QF: Quarts de final; Q: Qualificació; A: Absent; RR: Round Robin; |     |     |     |     |       |       |       |       |       |       |       |       |       |       |           |           |